# Una chiave
Una chiave è un singolo del rapper italiano Caparezza, pubblicato il 12 gennaio 2018 come terzo estratto dal settimo album in studio Prisoner 709.

## Descrizione
Sottotitolato Il colloquio, il brano tratta l'incontro del rapper con il se stesso bambino. Come spiegato da Caparezza, «parlo con lui cercando di infondergli la sicurezza che non ha mai avuto. Ma il piccolo ha inaspettatamente più coraggio di me e mi suggerisce di rinchiuderlo definitivamente nel passato. Forse è questa la chiave».

## Video musicale
Il video, girato a Pisticci e Alianello, è stato pubblicato il 26 gennaio 2018 e riprende ciò che viene trattato nel testo, con Caparezza che incontra e parla con il se stesso bambino dopo aver attraversato varie porte dimensionali a forma di serratura.

## Tracce
7" – Ti fa stare bene/Una chiave
- Lato A

1. Ti fa stare bene – 4:10

- Lato B

1. Una chiave – 4:05

## Formazione
Musicisti
- Caparezza – voce, arrangiamento
- Alfredo Ferrero – chitarra, arrangiamento
- Giovanni Astorino – basso, violoncello, trascrizioni e direzione d'orchestra
- Gaetano Camporale – tastiera vintage, pianoforte, arrangiamento
- Rino Corrieri – batteria
- Marcello De Francesco – violino
- Fabrizio Signorile – violino
- Serena Soccoia – violino
- Pantaleo Gadaleta – violino
- Liliana Troia – violino
- Ilaria Catanzaro – violino
- Alfonso Mastrapasqua – viola
- Francesco Capuano – viola
- Marcello De Francesco – violino
- Elia Ranieri – violoncello
- Giovanni Nicosia – tromba
- Francesco Sossio – sassofono
- Francesco Tritto – trombone
- Giuseppe Smaldino – corno
- Alessio Anzivino – basso tuba
- Mezzotono – cori armonizzati
- Nicola Quarto – cori rock
- Valeria Quarto – cori rock
- Francesco Stramaglia – cori rock
- Simone Martorana – cori rock
- Mariabruna Andriola – cori rock

Produzione
- Caparezza – produzione artistica
- Antonio Porcelli – registrazione ai Sunny Cola Studio e al Mast Recording Studio
- Francesco Aiello – registrazione ai Sunny Cola Studio e al Mast Recording Studio
- Massimo Stano – registrazione al Mast Recording Studio
- Chris Lord-Alge – missaggio
- Nik Karpen – assistenza al missaggio
- Adam Chagnon – assistenza aggiuntiva al missaggio
- Gavin Lurssen – mastering
- Spencer Kettrick – mastering aggiuntivo

## Classifiche
| Classifica (2017) | Posizione massima |
| ----------------- | ----------------- |
| Italia            | 61                |